# Preferent Galícia
La Preferent Galícia (en gallec: Preferente Galicia) és el sisè nivell de la lliga de futbol masculina a Galícia. És la categoria immediatament inferior a la Tercera Federació. És una categoria no professional i la seva organització depèn de la Federació Gallega de Futbol. Anteriorment es va conèixer com a Serie A, Rexional Preferente i Preferente Autonómica de Galicia.

## Història
Inicialment, la Serie A era la màxima categoria del Campionat de Galícia de futbol organitzar per la Federació Gallega de Futbol fins que, l'any 1940, la Real Federació Espanyola de Futbol va ordenar en un decret la supressió de tots els campionats regionals, incloent el Campionat de Galícia, excloent de la participació dels mateixos als clubs que ja militessin simultàniament en categories estatals i modificant el sistema de classificació per a la Copa d'Espanya, que a partir de llavors dependria de la posició final assolida a les lligues estatals i no en els campionats regionals.rexionais
La decisió de la RFEF va transformar la Serie A en la primera categoria territorial de Galícia dins del sistema de divisions estatal, fent que els equips gallecs que militaven a les divisions estatals ja no juguessin a la Serie A. Fins llavors, els clubs gallecs que jugaven a les categories estatals també participaven a la Serie A del Campionat de Galícia.
Malgrat els canvis, la denominació Serie A no es va modificar fins al 1978, any en què la competició comença a anomenar-se Regional Preferent.

## Sistema de competició
La Primera Autonòmica està integrada per un total de 40 clubs, que es divideixen, per proximitat geogràfica, en dos grups de 20:
- Preferent Nord, formada per equips de les províncies de Lugo i A Coruña.
- Preferent Sud, formada per equips de les províncies d'Ourense i Pontevedra.

Encara que aquesta és la norma general, durant la temporada 2010-11 la Preferent Nord va tenir 21 equips a causa del descens administratiu del SD Compostela. Els dos equips amb opcions d'ocupar la seva plaça, el CD Dorneda i el CD Choco, no van poder abonar la quantitat que els exigia la Federació Gallega de Futbol per a comprar la plaça.
El sistema de competició és el mateix que a la resta de categories de la lliga espanyola de futbol. Es disputa anualment, començant a finals del mes d'agost o principis de setembre, i acaba al mes de maig o juny de l'any següent. Els 20 equips de cada grup s'enfronten tots contra tots en dues ocasions, una cada camp, sumant un total de 38 jornades. L'ordre dels partits es decideix per sorteig abans de començar la competició. El guanyador d'un partit obté tres punts, el perdedor no en suma cap i, en cas d'empat, es reparteix un punt per a cada equip.
Al finalitzar la temporada, els primers i segons de cada grup pugen directament al grup 1 de la Tercera Divisió. Els tercers classificats de cada grup juguen una promoció d'ascens entre ells però el seu canvi de categoria depèn dels ascensos i descensos d'equips gallecs entre Segona B i Tercera. Els tres últims classificats de cada grup baixen a Primera Autonòmica.

## Historial

### Serie A
| Temp.   | Campió               | Equips que van pujar a Tercera                                 |
| ------- | -------------------- | -------------------------------------------------------------- |
| 1940-41 | Vigués FC            | Vigués FC                                                      |
| 1941-42 | Club Coruña          | No hi va haver ascensos                                        |
| 1942-43 | Lugo Sporting        | UD Ourensana i Pontevedra CF                                   |
| 1943-44 | Club Turista         | Club Turista                                                   |
| 1944-45 | Rápido de Bouzas     | No hi va haver ascensos                                        |
| 1945-46 | Deportivo Xuvenil    | Deportivo Xuvenil                                              |
| 1946-47 | CD Coia              | Arousa                                                         |
| 1947-48 | Club Turista         | No hi va haver ascensos                                        |
| 1948–49 | Club Lemos           | Club Lemos                                                     |
| 1949–50 | Marín                | No hi va haver ascensos                                        |
| 1950–51 | Club Turista         | No hi va haver ascensos                                        |
| 1951–52 | Marín                | Marín                                                          |
| 1952–53 | Club Turista         | Club Turista                                                   |
| 1953–54 | Fabril               | Fabril                                                         |
| 1954–55 | Club Arenal          | No hi va haver ascensos                                        |
| 1955–56 | CD Santiago          | CD Santiago i Marín                                            |
| 1956–57 | CD Cambados          | CD Cambados, Choco i Club Arenal                               |
| 1957–58 | SD Avenida           | Pontevedra CF i Viveiro                                        |
| 1958–59 | Club Lemos           | Club Lemos i Coruxo                                            |
| 1959–60 | Marín                | Marín i Choco                                                  |
| 1960–61 | Couto                | Couto i Alondras                                               |
| 1961–62 | Foz                  | Foz i Bueu SD                                                  |
| 1962–63 | SD Compostela        | SD Compostela i Choco                                          |
| 1963–64 | As Pontes            | As Pontes i Arenteiro                                          |
| 1964–65 | Rápido de Bouzas     | Rápido de Bouzas i Brigantium                                  |
| 1965–66 | Arsenal CF           | Arsenal CF i As Pontes                                         |
| 1966–67 | Atlético Pontevedrés | Atlético Pontevedrés i Ordes                                   |
| 1967–68 | Choco                | No hi va haver ascensos                                        |
| 1968–69 | Club Turista         | Club Turista                                                   |
| 1969–70 | Club Lemos           | Club Lemos                                                     |
| 1970–71 | SD Compostela        | SD Compostela i Fabril                                         |
| 1971–72 | Gran Peña            | Gran Peña                                                      |
| 1972–73 | CD Lugo              | CD Lugo                                                        |
| 1973–74 | Gran Peña            | Gran Peña                                                      |
| 1974–75 | Arousa               | Arousa                                                         |
| 1975–76 | SD Compostela        | SD Compostela i Gran Peña                                      |
| 1976–77 | Fabril               | Fabril, Sporting Celanova, Club Turista, CX Cambados i Noia SD |
| 1977–78 | Alondras             | Alondras                                                       |

### Preferent
- En groc, els equips que van ser campions absoluts després de guanyar la final entre els campions dels dos grups.

| Temp.   | Campió Grup Nord         | Campió Grup Sud        | Equips que van pujar a Tercera                                                                                 |
| ------- | ------------------------ | ---------------------- | --- |
| 1978–79 | Atlético de Ribeira(1)   | Atlético de Ribeira(1) | Atlético de Ribeira i Noia SD                                                                                  |
| 1979–80 | Vista Alegre(1)          | Vista Alegre(1)        | Vista Alegre, Club Lemos, Flavia, Boiro, Choco, Porriño Industrial, Arenteiro, San Martiño, Céltiga i Fisterra |
| 1980–81 | Viveiro(1)               | Viveiro(1)             | Viveiro, Lalín i Verín                                                                                         |
| 1981–82 | Eume Deportivo           | Barco                  | Eume Deportivo, Barco i Gondomar                                                                               |
| 1982–83 | Noia SD                  | Céltiga                | Noia SD, Céltiga i Tyde CF                                                                                     |
| 1983–84 | Boiro                    | Coruxo                 | Boiro, Coruxo i As Pontes                                                                                      |
| 1984–85 | Flavia                   | Portonovo              | Flavia, Portonovo i Marín                                                                                      |
| 1985–86 | Bergantiños              | Gondomar               | Gondomar i Bergantiños                                                                                         |
| 1986–87 | Club Lemos               | Tyde CF                | Club Lemos, Tyde CF, Pobra FC, CX Cambados, Valadares i Sporting Sada                                          |
| 1987–88 | Viveiro                  | Vilalonga              | Viveiro, Vilalonga, Brigantium i Ponteareas                                                                    |
| 1988–89 | Ordes                    | Celta Turista          | Celta Turista, Ordes i Burela                                                                                  |
| 1989–90 | Sporting Sada            | Alondras               | Sporting Sada, Alondras i Meirás CF                                                                            |
| 1990–91 | SD Mindoniense           | Estradense             | SD Mindoniense, Estradense, Flavia i Coruxo                                                                    |
| 1991–92 | Racing Vilalbés          | Caselas                | Racing Vilalbés, Caselas, Portonovo i Xove Lago                                                                |
| 1992–93 | Betanzos                 | CD Mosteiro            | Betanzos, CD Mosteiro i Somozas                                                                                |
| 1993–94 | Cerceda                  | Ponte Ourense          | Cerceda, Ponte Ourense i Gran Peña                                                                             |
| 1994–95 | Ribadeo                  | CD Mosteiro            | Ribadeo, CD Mosteiro, SD Mindoniense, Flavia i Coruxo                                                          |
| 1995–96 | Vista Alegre             | CX Cambados            | Vista Alegre, CX Cambados, Club Lemos i Gondomar                                                               |
| 1996–97 | Laracha                  | Xuventú de Sanxenxo    | Laracha, Xuventú de Sanxenxo i Imperátor                                                                       |
| 1997–98 | Atlético Arteixo         | Atlético Ourense       | Atlético Arteixo, Atlético Ourense i Alondras                                                                  |
| 1998–99 | Racing Vilalbés          | Deportivo Grove        | Racing Vilalbés, Deportivo Grove i Rápido de Bouzas                                                            |
| 1999–00 | SCD Malpica              | Caselas                | SCD Malpica, Caselas, Sporting Pontenova i Verín                                                               |
| 2000–01 | Negreira                 | Arousa                 | Negreira, Arousa i Atlético Arteixo                                                                            |
| 2001–02 | Bergantiños              | Portonovo              | Bergantiños, Portonovo i Sporting Guardés                                                                      |
| 2002–03 | Narón Balompé            | Porriño Industrial     | Narón Balompé, Porriño Industrial i Coruxo                                                                     |
| 2003–04 | O Val                    | Vilalonga              | O Val, Vilalonga, Alondras i Viveiro                                                                           |
| 2004–05 | Atlético Mineiro         | Céltiga                | Atlético Mineiro, Céltiga i Club Lemos                                                                         |
| 2005–06 | Ordes                    | Ourense B              | Ordes, Ourense B i Cruceiro do Hío                                                                             |
| 2006–07 | Montañeros               | Pontevedra B           | Montañeros, Pontevedra B i Cidade de Santiago                                                                  |
| 2007–08 | SD Compostela            | Gran Peña              | SD Compostela, Gran Peña i Somozas                                                                             |
| 2008–09 | Racing Vilalbés          | Cultural Areas         | Racing Vilalbés, Cultural Areas i Bergantiños                                                                  |
| 2009–10 | Mesón do Bento           | Portonovo              | Mesón do Bento, Portonovo, Estradense i As Pontes                                                              |
| 2010–11 | Betanzos                 | Lalín                  | Betanzos, Lalín, CD Dorneda i Xuventú de Sanxenxo                                                              |
| 2011–12 | SD Compostela            | Barbadás               | SD Compostela, Narón, Barbadás i Céltiga                                                                       |
| 2012–13 | Boiro                    | Cultural Areas         | Boiro, Grixoa, Bertamiráns, Cultural Areas, Choco i Arousa                                                     |
| 2013–14 | Ribadeo                  | Ribadumia              | Ribadeo, Ribadumia, Bergantiños, Xuventú de Sanxenxo i Silva                                                   |
| 2014–15 | Negreira                 | Barco                  | Negreira, Barco, Galicia de Mugardos, Verín i Noia CF                                                          |
| 2015–16 | CD Castro                | Vilalonga              | CD Castro, Vilalonga, SD Dubra i Céltiga                                                                       |
| 2016–17 | Noia CF                  | Cultural Areas         | Noia CF, Cultural Areas, Laracha, Ourense CF e Arenteiro                                                       |
| 2017–18 | Polvorín FC              | UD Ourense             | Polvorín FC, UD Paiosaco, UD Ourense e Porriño Industrial CF                                                   |
| 2018–19 | Club Deportivo As Pontes | CD Pontellas           | Club Deportivo As Pontes, CSD Arzúa, CD Pontellas e CD Estradense                                              |
| 2019–20 | Viveiro CF               | CD Ribadumia           | Viveiro CF, SD Fisterra, CD Ribadumia e UD Atios                                                               |
| 2020–21 | CF Noia                  | Atlético Arnoia        | CF Noia, SD Sofán, Atlético Arnoia, Xuvenil de Ponteareas                                                      |
| 2021-22 | Atlético Arteixo         | UD Ourense             | Atlético Arteixo, UD Paiosaco, UD Ourense, Celta C-Gran Peña                                                   |